# Brac hongarès

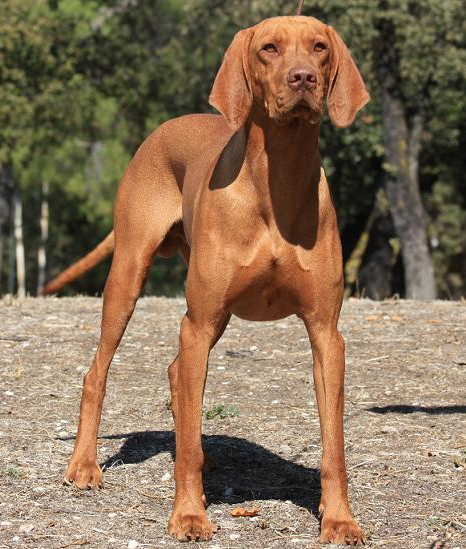
Brac hongarès.

El Brac hongarès o Vizsla és una raça de gos de caça utilitzada per a la cacera o com a animal de companyia, de grandària mitjana, pèl curt i d'origen hongarès. Combina les característiques del gos de mostra i del gos cobrador. És molt actiu, i per això requereix exercici diari, i està dotat de musculatura. Té una esperança de vida de 10-14 anys, té un gran olfacte i es mou bé tant per aigua com per terra. La raça va ser usada per a la caça en la falconeria abans d'inventar-se les armes de foc i és un gos molt admirat a l'Europa Central. El Vizsla és el gos nacional d'Hongria i apareix per primera vegada en il·lustracions del segle Χ.

## Història

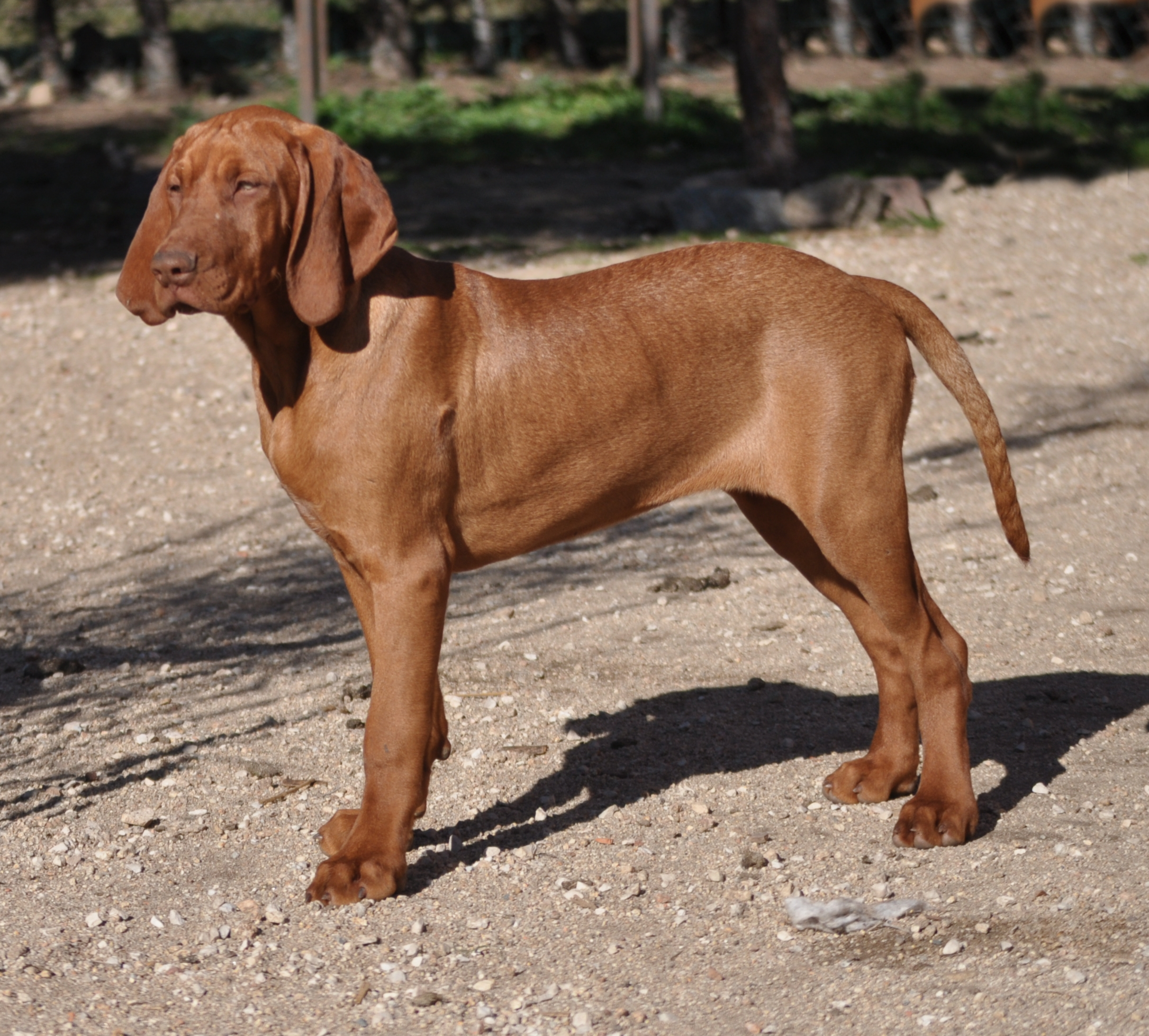
Cadell de vizsla de 4 mesos.

Els avantpassats del Vizsla, com el rastrejador de Panònia, eren caçadors i acompanyants de les tribus "Magiars", situades en el que ara és Hongria. Els agricultors hongaresos van crear un gos d'olfacte superior i alta capacitat de caça, adaptat al clima d'Hongria (càlid i temperat) i actiu en jocs d'aquests temps com atrapar conills i aus aquàtiques a les planes. Va estar a punt d'extingir-se durant les guerres mundials però a poc a poc va tirar endavant. Es va exportar als Estats Units el 1950.
La raça es va originar a l'Hongria rural, a les àmplies planes formades a l'est del Danubi, com és habitual s'intenten documentar els orígens d'una raça des d'èpoques anteriors a l'edat mitjana, la qual cosa és molt ambiciosa i desproporcionada. Una raça determinada de gossos es selecciona i es cria per a una finalitat determinada, sense aquesta finalitat que comporta una cria selectiva que preserva les qualitats desitjades, no hi ha tal raça sinó un tipus morfològic associat a una regió geogràfica. En el cas del Vizsla aquest objectiu que va conformar als primers exemplars de la raça i les seves característiques, el trobem en la noblesa rural i la seva afició a la falconeria, on es necessita un gos falconer que aixequi les peces. Els encreuaments del gos weimaranier i el brac alemany de pèl curt ens donen el tipus antic de vizsla, un gos àgil, actiu, de color groc daurat, versàtil per a la caça i rastrejador incansable.
És al segle xix quan s'introdueix sang del brac alemany de pèl curt i del pòinter, el tipus de caça practicada canvia amb la introducció i ús generalitzat de les armes de foc i ara es desitja un gos de mostra, que marqui la posició de les peces i les aixequi quan sigui menester. És en aquest moment en el qual es dona forma al brac hongarès actual, un gos de rastre i mostra de pèl i ploma, amb aptitud per al cobrament, resolutiu per al camp i terrenys pantanosos, apassionat per la caça però àdhuc més pel seu amo. Per preservar i promocionar tan magnífic animal es crea el 1924 el Magyar Vizsla Klub fixant l'actual tipus morfològic. I la raça és reconeguda per la Federació Cinològica Internacional (de la qual Espanya és membre) el 1936 amb el núm. estàndard 57 i el nom de Rövidszöru Magyar Vizsla (brac hongarès de pèl curt).

## Aparença

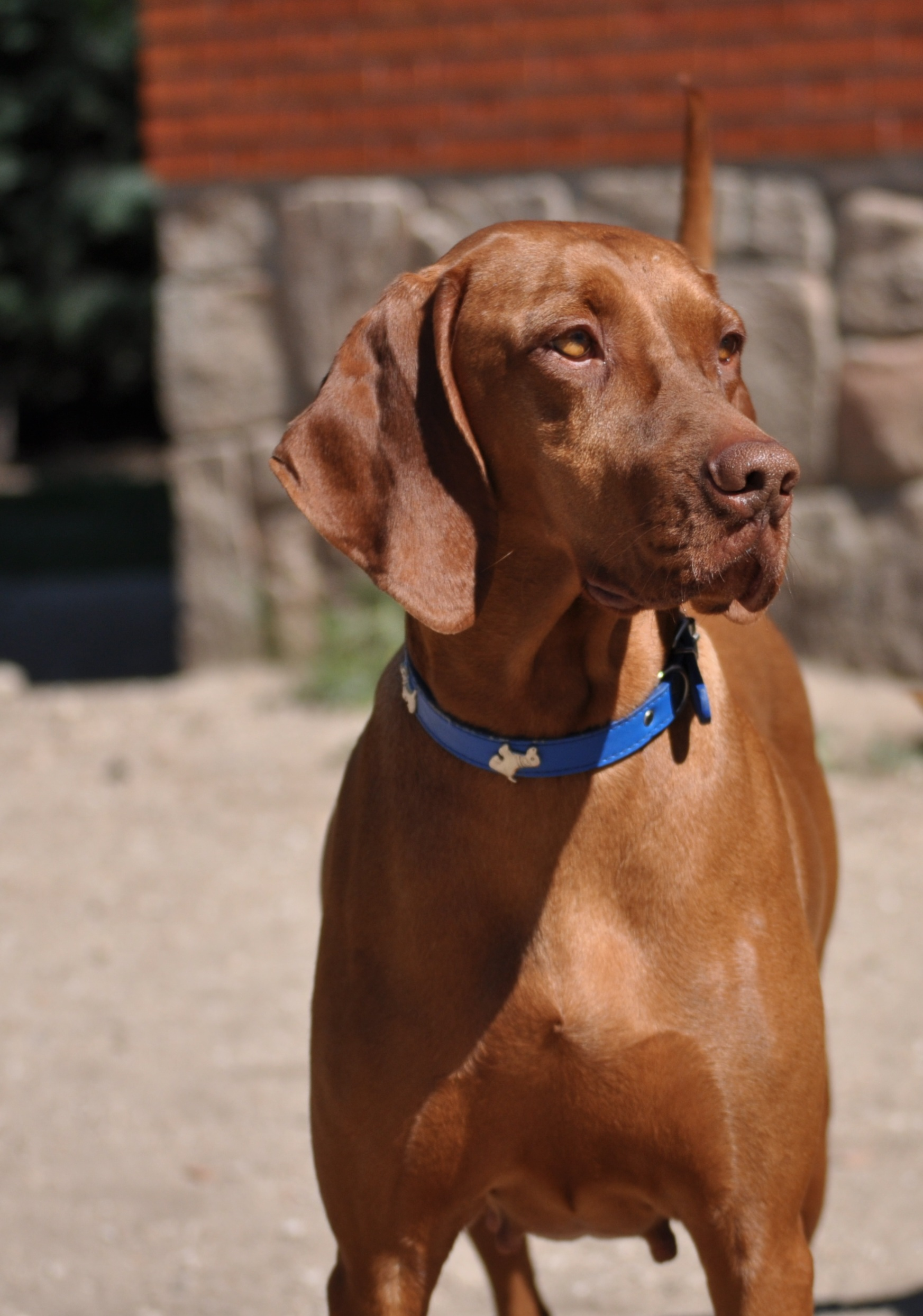
Femella adulta de brac hongarès.

- Cap: Prim, noble, ben proporcionat. El crani presenta una amplitud moderada i és lleugerament arquejat. És visible la depressió mitjana del crani superior que recorre des de la protuberància occipital lleugerament desenvolupada fins al front. L'Stop és moderat. La canya nasal és sempre recta. El musell ha de ser quadrat, no gaire llarg, ample; la cara anterior de la tòfona ha d'estar ben desenvolupada amb finestres àmplies. La longitud del musell (mossegada des de la punta del nas fins a la línia recta que uneix les òrbites) ha de ser en tots els casos menor del 50% de la longitud total del cap. El maxil·lar inferior presenta bon desenvolupament i bona musculatura. La mossegada és forta, els incisius coincideixen a una mossegada de tisora normal. Els llavis adjacents a la dentadura no han de penjar. Els ulls tenen forma lleugerament ovalada. L'expressió és vivaç i intel·ligent. Les parpelles estan ben adherides. El color del pelatge harmonitza amb el color dels ulls; és desitjable un to més fosc dels ulls.

- Orelles: Semillargues, d'inserció una mica alta i posterior; pengen planes cap a la cara. Cobreixen perfectament el canal auditiu i tenen la forma d'una "V" arrodonida.

- Coll: Mitjanament llarg, musculós, lleugerament arquejat, sense papada i ben convenient al cos.

- Cos: Fort i ben proporcionat, una mica més llarg que en les races de constitució quadrada. La regió de la creu és musculosa i marcada. L'esquena és curta i recta, el llom ferm, la línia dorsal s'arrodoneix lleugerament fins a la implantació de la cua. El tòrax és moderadament ample, profund i arriba fins a l'altura del colze. Les costelles són moderadament arquejades. Les espatlles presenten musculatura ben desenvolupada; els omoplats estan en posició corresponent amb llibertat en els seus moviments.

- Extremitats: Els membres anteriors són rectes amb ossos forts, els colzes molt propers al cos. Els membres posteriors posseeixen bona musculatura, estan moderadament angulats i les sofrages col·locades relativament baixes. Els dits són forts, ben arquejats i junts. Els peus són una mica ovalats. Les ungles són fortes i els coixinets elàstics i durs.

- Cua: Presenta una inserció relativament baixa, és moderadament forta i mostra un aprimament cap a la punta; en el seu extrem forma una corba lleugera cap amunt. Forma una unitat estètica amb la resta del cos. La cua pot ser tallada en tres quartes parts de la seva longitud total. No obstant això, no és obligatori un tall d'una cua regularment portada en forma horitzontal.

- Pell: La pell és ferma, sense arrugues ni plecs. Ha d'estar pigmentada: el nas de color carn, els llavis, la vora de les parpelles i les ungles de color cafè, els coixinets de color gris pissarra.

- Pelatge: El pelatge és dens, enganxat al cos, curt, recte i aspre. El ventre té poc pèl. El pèl és més aviat curt i suau a les orelles; el de la cua és més llarg.

- Color: Groc com un panet (color òxid), o diverses tonalitats de lleonat sorra. No es consideren com a faltes taques o punts blancs petits en el pit o en els peus. Les taques en el pit i en el coll només es consideren com a faltes si presenten un diàmetre major als 5 cm.

- Moviment: Cobreix molt terreny amb impuls i amb lleugeresa. En el pla presenta un característic galop balancejat i resistent.

- Grandària: La talla ideal per al mascle és de 58-64 cm, per a les femelles és de 54-60 cm. Són tolerants les variacions de més o menys 2 cm, sempre que el cos romangui harmònic. L'harmonia del cos en repòs i durant el moviment és molt més important que les mesures expressades en centímetres.